# La Pareja Dispareja
La Pareja Dispareja es un episodio de la Segunda Temporada de la serie animada Las Sombrías Aventuras de Billy y Mandy. 

## Argumento
Billy accidentalmente mete una poderosa bomba de olor en la casa de Mandy y, mientras la casa está siendo desinfectada, la familia de Mandy se va a vivir a la casa de la de Billy. Luego, Billy y Mandy tienen una disputa de como dividir el cuarto de Billy, provocando que Puro Hueso intervenga. Al final, Mandy se queda con todo el cuarto,y atrapa a Billy tras una pared de ladrillos.

## Créditos
- Historia: Gord Zajac
- Storyboard: Mucci Fassett
- Director: John McIntyre & Randy Myers

- Datos: Q25406605